# Chamira
Chamira é um género botânico pertencente à família Brassicaceae.